# 2-ге об'єднане тактичне авіаційне командування НАТО
Друге об'єднане тактичне авіаційне командування, 2 ОТАК (англ. Second Allied Tactical Air Force, 2 ATAF) — військове формування НАТО у складі Об'єднаних Військово-Повітряних сил Центральної Європи. Завданням 2 ОТАК було надання повітряної підтримки  Північній Групі армій НАТО, (англ. NORTHAG). Під командуванням 2 ОТАК знаходилися всі літаки в її зоні відповідальності і все підкріплення, що направлялося до нього, а також авіабази, наземні радарні станції і системи ППО.
Друге об'єднане тактичне авіаційне командування було утворено в 1958 році. Зона його відповідальності охоплювала Нідерланди, Бельгію і територію колишньої британської окупаційної зони Німеччини — землі Нижня Саксонія і Вестфалія, в яких дислокувалися сили Північної групи армій НАТО. Командувачем 2 ОТАК був старший маршал авіації, командир 2-го тактичного авіаційного з'єднання Британських Королівських ВПС Німеччини, перейменованого 1 січня 1959 в Королівські ВПС Німеччини.
У мирний час штаб 2 ОТАК розташовувався в місті (Менхенгладбах, ФРН). У разі війни штаби NORTHAG і 2 ОТАК переносилися в  Об'єднаний оперативний центр в місті Маастрихт. У 1983 році було розпочато будівництво Кастлегейтського постійного військового штабу в місті Лінніх, Німеччина, для заміни Маастрихтського об'єднаного оперативного центру.
Друге об'єднане тактичне авіаційне командування включало в себе британські  Королівські ВПС Німеччини , Королівські ВПС Бельгії, Королівські ВПС Нідерландів, дві авіадивізії ВПС Федеративної Республіки Німеччини (Люфтваффе), одну тактичну винищувальну групу ВПС США, а також підрозділи ППО Німеччини, Бельгії та Нідерландів.
У разі необхідності, 2 ОТАК могло б бути посилено Третьою (базувалася в Великій Британії), Восьмою (бомбардувальна-розвідувальна), Дев'ятою (підкріплення негайного реагування) і Дванадцятою (підкріплення другого ешелону) повітряними арміями США, а також ВПС Франції та Королівських ВПС Великої Британії. В 1980-х, в разі початку війни 2 ОТАК налічувало б близько 700 літаків.
2 об'єднане тактичне авіаційне командування було розформовано 30 червня 1993, а його функції передані Об'єднаним Військово-повітряним силам Центральної Європи

## Склад 2 ОТАК станом на 1989 рік
Штаб 2 ОТАК, Менхенгладбах / Маастрихтський об'єднаний оперативний центр
- Оперативний центр протиповітряної оборони, Маастрихт
  - Секторний Оперативний Центр 1, Аурих
    - 1-й батальйон 34-го полку зв'язку Люфтваффе (контрольно-координаційний центр, Аурих)
    - 2-й батальйон 34-го полку зв'язку Люфтваффе (контрольно-координаційний центр, Фіссельгефеде)
    - 3-й батальйон 34-го полку зв'язку, Люфтваффе (контрольно-координаційний центр, Брекендорф)
    - Контрольно-координаційний центр, Королівські повітряні сили Нідерландів, Ніу-Мілліген, Апелдорн
    - 225-й дивізіон (3 MIM-23 Hawk, 3 Bofors L70)

  - Секторний Оперативний Центр 2, Юдем
    - 1-й батальйон 33-го полку зв'язку Люфтваффе (контрольно-координаційний центр, Юдем)
    - 3-й батальйон 33-го полку зв'язку Люфтваффе (контрольно-координаційний центр, Бракель)
    - 5-та навчальна група, 2-га технічна школа Люфтваффе, контрольно-координаційний центр, Ерндтебрюк
    - Контрольно-координаційний центр, Королівські повітряні сили Бельгії, Бассанж
    - 4-й батальйон 33-го полку зв'язку Люфтваффе, Фасберг (12 передових мобільних радарних станцій на  внутрішньонімецькому кордоні "" (НДР і ФРН))

### Королівські ВПС Великої Британії,Менхенгладбах
- Авіабаза Брюгген, ФРН

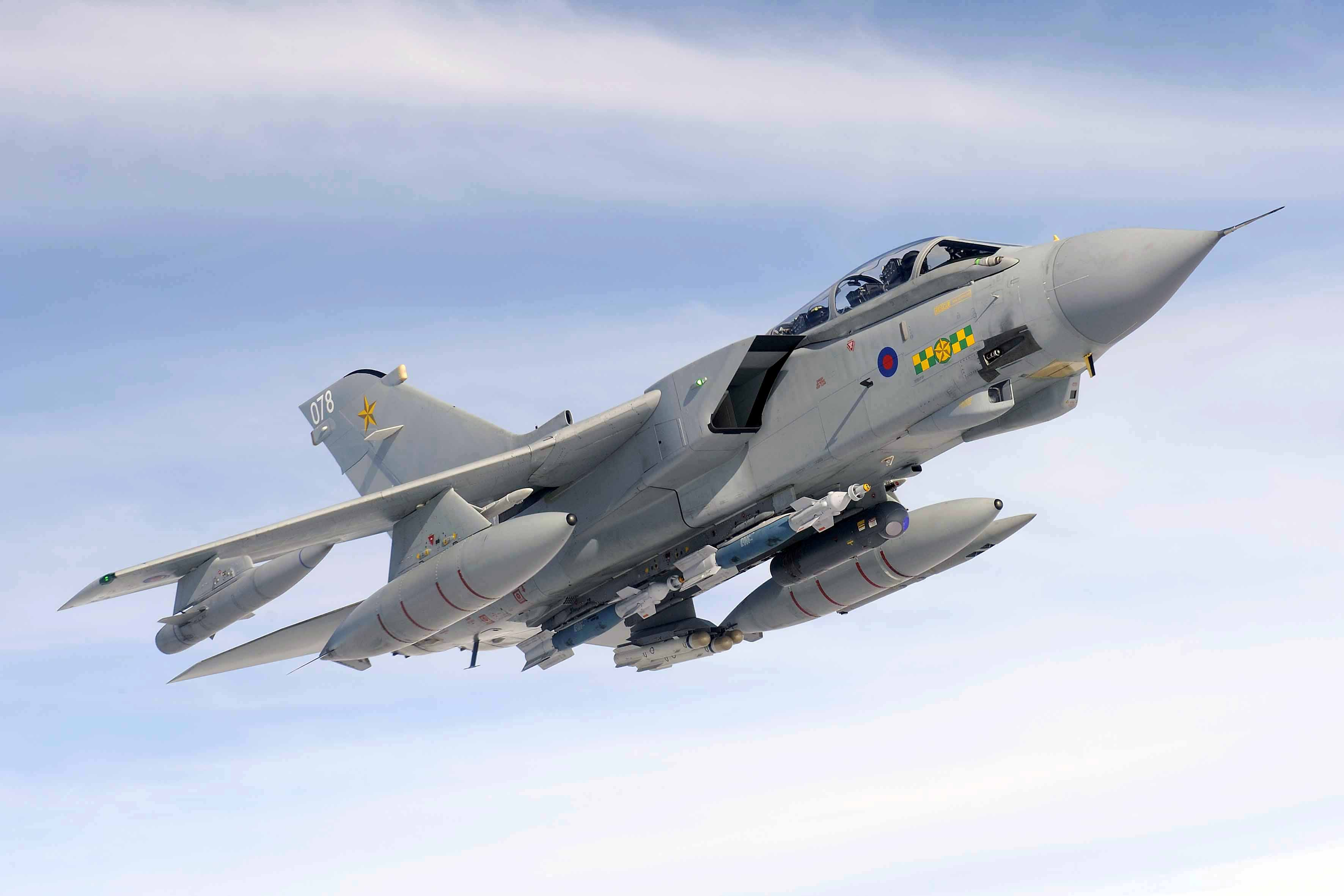
Літак «Торнадо» GR Mk.1

  - 9-та ескадрилья, 12 «Торнадо» GR Mk.1
  - 14-та ескадрилья, 12 «Торнадо» GR Mk.1
  - 17-ма ескадрилья, 12 «Торнадо» GR Mk.1
  - 31-ша ескадрилья, 12 «Торнадо» GR Mk.1
  - 37-й дивізіон, полк Королівських повітряних сил (підрозділ наземної оборони авіабаз (8 ЗРК Rapier))
  - 51-й ескадрон, полк Королівських повітряних сил (15 FV103 Spartan, 6x «Скорпіон»)
- Авіабаза Гютерсло, ФРН
  - 3-тя ескадрилья, 16 «Харрієр» GR Mk.5
  - 4-та ескадрилья, 16 «Харрієр» GR Mk.5
  - 63-й дивізіон, полк Королівських повітряних сил(8 ЗРК Rapier)
- Авіабаза Лаарбурх, Веце, ФРН
  - 2-га ескадрилья, 12 «Торнадо» GR Mk.1A (розвідувальні)
  - 15-та ескадрилья, 12 «Торнадо» GR Mk.1
  - 16-а ескадрилья, 12 «Торнадо» GR Mk.1
  - 20-а ескадрилья, 12 «Торнадо» GR Mk.1
  - 26-й дивізіон, полк Королівських повітряних сил (8 ЗРК Rapier)
  - 1-й ескадрон, полк Королівських повітряних сил(15 FV103 Spartan, 6x «Скорпіон»)
- Авіабаза Вільденрат, Вегберг, ФРН
  - 19-та ескадрилья, 12 «Фантом» FGR Mk.2
  - 92-га ескадрилья, 12 «Фантом» FGR Mk.2
  - 16-й дивізіон, полк Королівських повітряних сил (8 ЗРК Rapier)

### ВПС США
- Авіабаза Королівських повітряних сил Нідерландів Сустерберг, Нідерланди
  - 32-га тактична винищувальна група
    - 32-га тактична винищувальна ескадрилья (24 F-15C)
    - 221-ша нідерландська ескадрилья (MIM-23 Hawk)

  - Авіабаза Нерфеніх
    - Передове з'єднання 81-го тактичного авіакрила (8 Fairchild-Republic A-10 Thunderbolt II)

### Королівські ВПС Бельгії

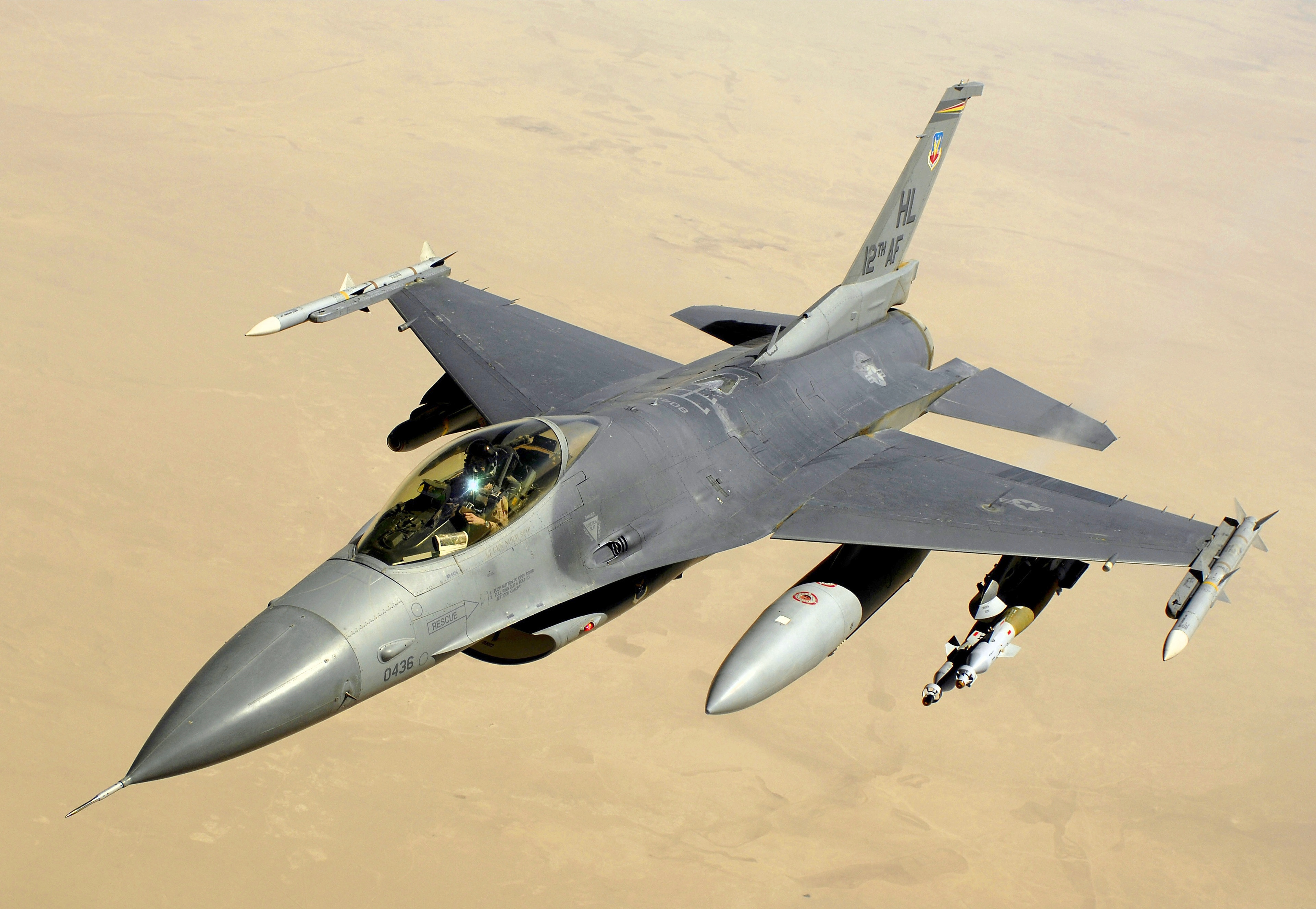
General Dynamics F-16 Fighting Falcon

- 1-ше авіакрило, авіабаза Бовешен, Бельгія
  - 349-та ескадрилья (24 F-16)
  - 350-та ескадрилья (24 F-16)
- 2-ге авіакрило, авіабаза Флорен, Бельгія
  - 1-ша ескадрилья (24 F-16)
  - 2-га ескадрилья (24 F-16)
- 3-тє авіакрило, авіабаза Біерс Льєж, Бельгія
  - 8-ма ескадрилья (24 «Міраж-5BA»)
  - 42-га ескадрилья (24 «Міраж-5BAR» (розвідники))
- 9-те авіакрило, авіабаза Сінт-Трейден, Бельгія
  - 7-ма ескадрилья (16 Alpha Jet)
  - 33-тя ескадрилья (16 Alpha Jet)
- 10-те авіакрило, авіабаза Кляйне-Брогель, Бельгія
  - 23-тя ескадрилья (24 F-16)
  - 31-ша ескадрилья (24 F-16)
- Бельгійська армія
  - 43-й артилерійський батальйон, Бракель (4 дивізіони MIM-23 Hawk по 6 ПУ)
  - 62-й артилерійський батальйон, Марсберг (4 дивізіони MIM-23 Hawk по 6 ПУ)

### Королівські ВПС Нідерландів
- Авіабаза Ейндговен, Нідерланди

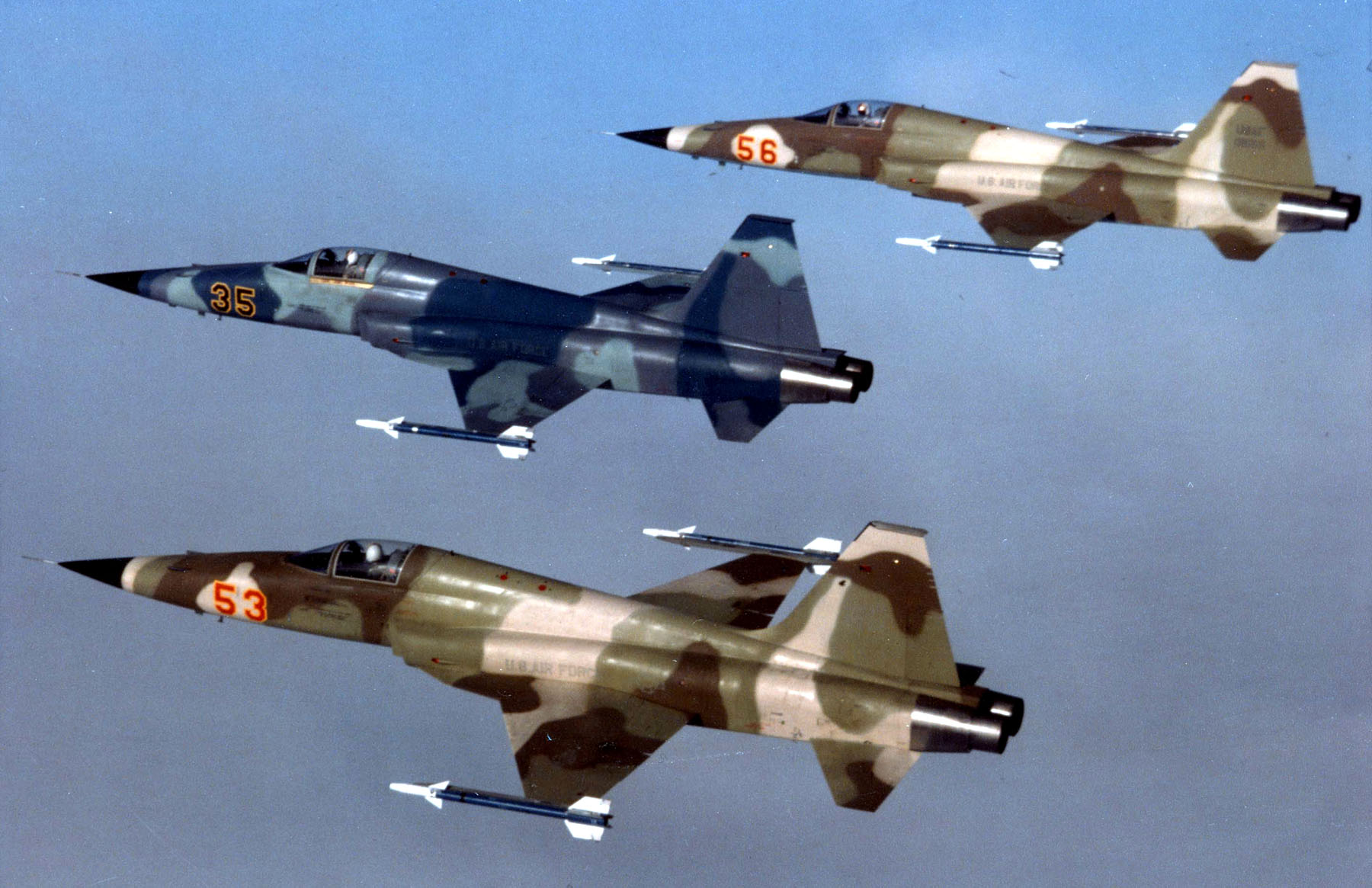
Northrop F-5 Freedom Fighter

  - 316-а винищувально-бомбардувальна ескадрилья (18 NF-5A)
  - 422-й дивізіон (3 MIM-23 Hawk, 3 Bofors L70)
- Авіабаза Гілз-Рійен, Нідерланди
  - 314-та винищувально-бомбардувальна ескадрилья (18 NF-5A)
  - 121-й дивізіон (3 MIM-23 Hawk, 3 Bofors L70)
- Авіабаза Леуварден, Нідерланди
  - 322-га винищувально-бомбардувальна ескадрилья (18 F-16A)
  - 323-я винищувально-бомбардувальна ескадрилья (18 F-16A)
  - 119-й дивізіон (3 MIM-23 Hawk, 3 Bofors L70)
- Авіабаза Твенте, Енсхеде, Нідерланди
  - 313-тя винищувально-бомбардувальна ескадрилья (18 F-16A)
  - 315-та винищувально-бомбардувальна ескадрилья (18 F-16A)
  - 222-й дивізіон (3 MIM-23 Hawk, 3 Bofors L70)
- Авіабаза Волкел, Уден, Нідерланди
  - 306-а розвідувальна ескадрилья (18 F-16A)
  - 311-ша винищувально-бомбардувальна ескадрилья (18 F-16A)
  - 312-га винищувально-бомбардувальна ескадрилья (18 F-16A)
  - 420-й дивізіон (3 MIM-23 Hawk, 3 Bofors L70)
- Авіабаза Де Піль, Венрай, Нідерланди (резервна)
  - 421-й дивізіон (3 MIM-23 Hawk, 3 Bofors L70)
- 3-я група ППО, Бломберг (2 дивізіони MIM-104 Patriot по 5 ПУ, 2 дивізіони MIM-23 Hawk по 6 ПУ)
- 5-та група ППО, Штольценау (2 дивізіони MIM-104 Patriot по 5 ПУ, 2 дивізіони MIM-23 Hawk по 6 ПУ)

### ВПС ФРН (Люфтваффе)
- 3-я дивізія Люфтваффе, Калькар
  - Авіабаза Нерфеніх
    - 31-й винищувально-бомбардувальний авіаполк (носії тактичної ядерної зброї), 2 ескадрильї «Торнадо» по 16 машин, 6 «Торнадо» GR Mk.1 в резерві

  - Авіабаза Рейн-Хопстен
    - Носії тактичної ядерної зброї, 2 ескадрильї «Фантом» по 15 машин, 15 «Фантом» в резерві

  - Авіабаза Йевер
    - 38-й винищувально-бомбардувальний авіаполк (носії тактичної ядерної зброї)
      - 1-ша ескадрилья, 24 «Торнадо» IDS (навчально-бойові)
      - 2-га ескадрилья, 16 «Торнадо» IDS (навчально-бойові), резерв

  - Авіабаза Ольденбург
    - Носії тактичної ядерної зброї, 2 ескадрильї Alpha Jet по 18 машин, 8 Alpha Jet) в резерві
- 4-та дивізія Люфтваффе, Аурих
  - Авіабаза Віттемундхафен, Віттмунд, ФРН
    - Носії тактичної ядерної зброї, 2 ескадрильї «Фантом» по 15 машин, 4 «Фантом» в резерві

  - 1-ше командування протиповітряної оборони, Гольштейн
    - 26-те ракетне крило ППО, Вангерланд, 6 дивізіонів MIM-104 Patriot: 1 станція управління, 1 радарна станція, 8 пускових установок
    - 37-е ракетне крило ППО, Куксгафен, 4 дивізіони MIM-23 Hawk: 6 пускових установок
    - 39-е ракетне крило ППО, Екернферде, 4 дивізіони MIM-23 Hawk: 6 пускових установок

  - 2-ге командування протиповітряної оборони, Бремерферде
    - 24-те ракетне крило ППО, Дельменгорст, 6 дивізіонів MIM-104 Patriot: 1 станція управління, 1 радарна станція, 8 пускових установок
    - 31-ше ракетне крило ППО, Вестертімке, 4 дивізіони MIM-23 Hawk: 6 пускових установок
    - 36-те ракетне крило ППО, Бремерферде, 4 дивізіони MIM-23 Hawk: 6 пускових установок

  - 2-ге командування протиповітряної оборони, Ольденбург
    - 25-те ракетне крило ППО, Айдельштедт, 6 дивізіонів MIM-104 Patriot: 1 станція управління, 1 радарна станція, 8 пускових установок
    - 35-те ракетне крило ППО, Дельменгорст, 4 дивізіони MIM-23 Hawk: 6 пускових установок
    - 41-ша ракетна група ППО, Вангерланд, 16 Роланд — прикриття авіабаз Йевер, Рейн-Хопстен і Віттмундхафен.

  - 33-й полк зв'язку, Гох
  - 34-й полк зв'язку, Альт-Дуфенштедт